# Larry 7: Miłość na fali
Larry 7: Miłość na fali (ang. Leisure Suit Larry 7: Love for Sail, pełny tytuł Larry Bajer Garniak 7: Miłość na Fali) – gra przygodowa autorstwa Ala Lowe, ostatnia część tworzona z jego udziałem. Gra charakteryzuje się rysunkową grafiką 2D, humorem i podtekstami erotycznymi. Wydawcą gry jest Sierra On-Line. Gra nie współpracuje z systemem operacyjnym Windows Vista, jednak w Internecie znajduje się odpowiedni patch.
W polskiej wersji głosów głównym bohaterom użyczyli Katarzyna Figura i Jerzy Stuhr.

## Fabuła gry
Larry po ostatnim numerku w hotelu zostaje zakuty w kajdanki przez Shamarę (postać z zakończenia gry Leisure Suit Larry 6: Shape Up or Slip Out!) i okradziony. Sytuację pogarsza wybuch pożaru w pokoju, w którym przebywa. W trakcie ucieczki znajduje bilet na rejs luksusowym liniowcem HGW Babilon, gdzie podoba mu się tamtejsza Pani Kapitan Kasia. Celem Larry’ego jest wygranie konkursu „Puchar Zdobywców Pani Kapitan” i tym samym spędzenie jednego tygodnia w kabinie Pani Kapitan Kasi oraz wygranie darmowego rejsu.

## Niespodzianki i bonusy
Gra zawiera siedem tzw. „easter eggów”. Dodatkową atrakcją jest zabawa „Gdzie jest Ogór?”, polegająca na znalezieniu 32 małych biało-czerwonych postaci przypominających dildo. Ogórki ubiorem przypominają postać Wally’ego, którego są parodią. W całej grze można zdobyć 1000 punktów. Po zdobyciu wszystkich 32 „ogórów”, 1000 punktów i uaktywnieniu 7 easter eggów można obejrzeć na końcu rozgrywki alternatywne zakończenie, które stanowi ósmego easter egga.

## Wersja polska
- Jerzy Stuhr – Larry
- Jacek Czyż – narrator
- Katarzyna Figura – pani kapitan Kasia
- Miriam Aleksandrowicz – Jańcia
- Joanna Wizmur – Zofia Dzban, sędzina Julia
- Anna Apostolakis – Angela Dzban
- Brygida Turowska – Mariola
- Elżbieta Bednarek – Gosia Croft, dziewczynka, staruszka
- Iwona Rulewicz – Asia Dyktator, głos z głośnika
- Beata Łuczak – Annett Boning, Shamara, kelnerka
- Krystyna Kozanecka – Vicky